# Богуслав Зих
Богуслав Зих (пол. Bogusław Zych, нар. 10 грудня 1951 — 3 квітня 1995) — польський фехтувальник на рапірах, бронзовий (1980 рік) призер Олімпійських ігор, чемпіон світу.

## Виступи на Олімпіадах
| Олімпіада   | Дисципліна           | Місце |
| ----------- | -------------------- | ----- |
| Москва 1980 | індивідуальна рапіра | 13    |
| Москва 1980 | командна рапіра      | 3     |
| Сеул 1988   | індивідуальна рапіра | 15    |
| Сеул 1988   | командна рапіра      | 5     |
| Сеул 1988   | командна шпага       | 10    |